# Mat Whitecross
Mat Whitecross né le 21 septembre 1977 à Oxford en Angleterre est un réalisateur et monteur de cinéma anglais.

## Filmographie

### Réalisateur

#### Cinéma
- 2005 : Job Street (court métrage)
- 2006 : The Road to Guantanamo
- 2009 : Moving to Mars (documentaire)
- 2010 : La Stratégie du choc (The Shock Doctrine) (co-réalisé avec Michael Winterbottom)
- 2010 : Sex & Drugs & Rock & Roll
- 2012 : Spike Island
- 2012 : Ashes
- 2022 : The Sound of 007 (documentaire)

#### Séries télévisées
- 2007 : Nearly Famous (saison 1, épisodes 3 et 4)
- 2014 : Fleming : L'Homme qui voulait être James Bond (Fleming: The Man Who Would Be Bond) (4 épisodes)
- 2021 : The Kings (4 épisodes)
- 2022 : This England (saison 1, épisode 6)

#### Clips
- 1999 : Coldplay : Bigger Stronger
- 2008 : Coldplay : Violet Hill
- 2008 : Coldplay : Lost!
- 2008 : Coldplay : Lovers in Japan
- 2008 : Coldplay feat Jay-Z : Lost +
- 2010 : Coldplay : Christmas Lights
- 2010 : Take That : The Flood
- 2011 : Coldplay : Every Teardrop Is A Waterfall
- 2011 : Take That : Kidz
- 2011 : The Rolling Stones : No Square Pants
- 2011 : Coldplay : Paradise
- 2012 : Coldplay : Charlie Brown
- 2014 : Coldplay : A Sky Full of Stars
- 2015 : Coldplay : Adventure Of A Lifetime
- 2016 : Oasis : Supersonic
- 2017 : The Chainsmokers feat Coldplay : Something Just Like This
- 2017 : Take That : Giants
- 2018 : Coldplay : A Head Full of Dreams
- 2018 : Liam Gallagher : Paper Town
- 2019 : Coldplay : Orphans
- 2022 : Coldplay : Biutyful
- 2022 : Pink Floyd feat Andriy Khlyvnyuk of Boombox : Hey Hey Rise Up

### Monteur
- 2004 : 9 Songs de Michael Winterbottom
- 2010 : La Stratégie du choc (The Shock Doctrine) de lui-même et Michael Winterbottom